# Riso (cardinal)
Pour les articles homonymes, voir Riso.
Riso  ou Risus, (mort vers 1176) est un cardinal du XIIe siècle.  
Le pape Alexandre III le crée cardinal lors du consistoire de 1170.